# Kalamata

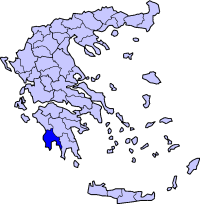
Provinsen Messenien.

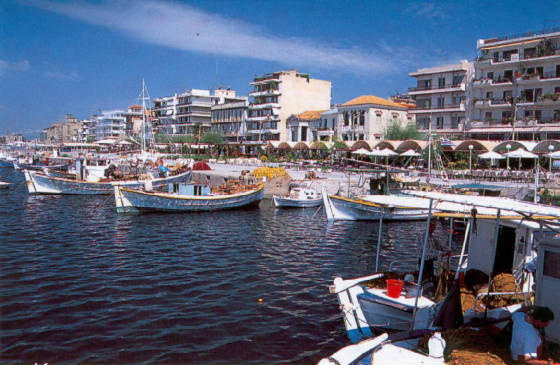
Hus vid hamnen

Kalamata (grekiska: Καλαμάτα) är en stad i kommunen Dimos Kalamata i södra Grekland, på halvön Peloponnesos. Staden är huvudort i provinsen Messenien. Kalamata är känd bland annat för sina oliver (som kallas för just kalamataoliver) och olivolja som exporteras till många länder. 
Staden betjänas av flygplatsen Kalamatas internationella flygplats som främst trafikeras av charterflyg.